# Clase Leipzig
La Clase Leipzig fue una clase de dos cruceros ligeros de la Reichsmarine alemana y posteriormente de la Kriegsmarine; estaba compuesta por el Leipzig, líder de la clase, y el Nürnberg, el cual fue construido con un diseño ligeramente modificado. Los buques fueron mejoras de la clase anterior Königsberg, siendo ligeramente más grandes, con una configuración más eficiente del armamento primario y con un blindaje mejorado. Los buques fueron construidos con una línea temporal muy amplia: El Leipzig fue construido entre los años 1928 y 1931 y el Nürnberg entre 1934 y 1935. 
Ambas embarcaciones fueron parte de la patrulla de no intervención durante la Guerra Civil Española en 1936 y 1937. Luego del estallido de la Segunda Guerra Mundial, fueron utilizados con diferentes fines, incluyendo  navíos escolta y mineros. El 13 de diciembre de 1939, ambos barcos fueron torpedeados por el submarino británico HMS Salmon. Luego de esto, se utilizaron en roles secundarios, principalmente como buques escuela por el resto de la guerra. El Leipzig proveyó de fuego de cobertura a las tropas alemanas que lucharon en el Frente Oriental.
Ambos barcos sobrevivieron a la guerra, aunque el Leipzig quedó en muy malas condiciones luego de colisionar accidentalmente con el crucero pesado Prinz Eugen a finales de la guerra. Fue, por lo tanto, usado como cuartel antes de ser hundido en 1946. El Nürnberg, sin embargo, quedó prácticamente ileso, y como resultado fue incautado por la Armada Soviética como reparación de guerra, y comisionado en la flota soviética como Admiral Makarov. Continuó en servicio hasta finales de la década de los 50, y fue desguazado para chatarra en 1960.
- Datos: Q644561
- Multimedia: Leipzig class cruiser / Q644561